# Andrej Vasilevskij
Andrej Andreevič Vasilevskij (in russo Андрей Андреевич Василевский?; Tjumen', 25 luglio 1994) è un hockeista su ghiaccio russo.

## Palmarès

### Mondiali
- 2 medaglie:
  - 1 oro (Bielorussia 2014)
  - 1 bronzo (Germania/Francia 2017)

### NHL
- 1 Stanley Cup (Tampa Bay Lightning 2019/2020)